# Marco Cecchinato
Marco Cecchinato (Palermo, 30 settembre 1992) è un tennista italiano.
Specialista della terra rossa, è stato semifinalista al Roland Garros 2018, diventando il terzo italiano in era Open a essersi spinto così avanti in un torneo del Grande Slam. Nel 2019 è stato nº 16 del mondo, ottava migliore classifica ATP raggiunta da un tennista italiano. Ha conquistato tre titoli ATP su cinque finali disputate.

## Carriera

### Inizi
A sei anni prende per la prima volta in mano una racchetta. Il suo primo allenatore è il cugino Francesco Palpacelli, che in passato aveva allenato Roberta Vinci. Nel 2009 si trasferisce a Caldaro passando sotto la guida dei tecnici Massimo Sartori, Riccardo Piatti e successivamente Cristian Brandi. Sono passaggi cruciali per la definizione del suo stile di gioco e del suo modo di stare in campo. Nell'ITF Junior Circuit vince solo un torneo Grade 5 nel 2009 e all'inizio del 2010 raggiunge la 100ª posizione nella classifica mondiale juniores.

### 2010-2012: primi titoli ITF
Nel marzo 2010 fa la sua prima apparizione tra i professionisti nelle qualificazioni del Challenger di Caltanissetta e viene subito eliminato. In giugno fa il suo debutto nel tabellone principale di un torneo del circuito ITF al Futures Italy F12 di Mestre e viene battuto da Lorenzo Giustino. Quello stesso mese vince i suoi primi incontri nelle qualificazioni del Challenger di Milano e perde l'incontro decisivo. All'Italy F16 vince i primi incontri in un tabellone principale ITF e viene eliminato nei quarti di finale, risultati che gli valgono i primi punti ATP.
Nell'aprile 2011 disputa e perde la sua prima finale tra i professionisti nel torneo di doppio all'Italy F4. A giugno raggiunge la prima semifinale in singolare in un Futures all'Italy F12 e viene sconfitto da Stefano Travaglia. A luglio alza il suo primo trofeo vincendo con Francesco Aldi il doppio all'Italy F17. Entra per la prima volta nel tabellone principale di un torneo Challenger a Orbetello e perde al primo turno. Il 18 marzo 2012 vince il primo torneo ITF in singolare al Futures Croatia F3 battendo 6–3, 6–4 Andrej Martin in finale. A maggio partecipa per la prima volta alle qualificazioni di un torneo ATP agli Internazionali d'Italia e al primo turno supera il nº 61 del mondo Gō Soeda, primo top 100 da lui sconfitto, prima di cedere a Blaž Kavčič. In luglio vince il suo primo incontro nel tabellone principale di un Challenger alla San Benedetto Tennis Cup e viene poi eliminato da Michael Lammer. A settembre disputa la prima finale Challenger in doppio agli Internazionali di Tennis dell'Umbria assieme ad Alessio Di Mauro e vengono sconfitti da Martin Fischer / Philipp Oswald.

### 2013: primo trofeo Challenger
In febbraio perde la finale del Futures Croatia F1 e a marzo vince il Croatia F3 di Umago sconfiggendo in finale Attila Balázs. A maggio supera Evgenij Donskoj nelle qualificazioni degli Internazionali d'Italia e si arrende a Santiago Giraldo al turno decisivo. A Nizza supera per la prima volta le qualificazioni di un torneo ATP battendo Stephan Fransen, Florent Serra e Thiemo de Bakker; il 20 maggio disputa il primo incontro in un main draw ATP perdendo in tre set contro Fabio Fognini. In luglio vince il Futures Italy F17 sconfiggendo in finale Dominic Thiem. L'11 agosto vince il suo primo torneo Challenger al San Marino Open battendo in finale Filippo Volandri ed entra per la prima volta nella top 200. Dopo la finale persa al Challenger di Sibiu contro Jaroslav Pospíšil, a ottobre porta il best ranking al 161º posto.

### 2014: prima partecipazione agli Internazionali d'Italia

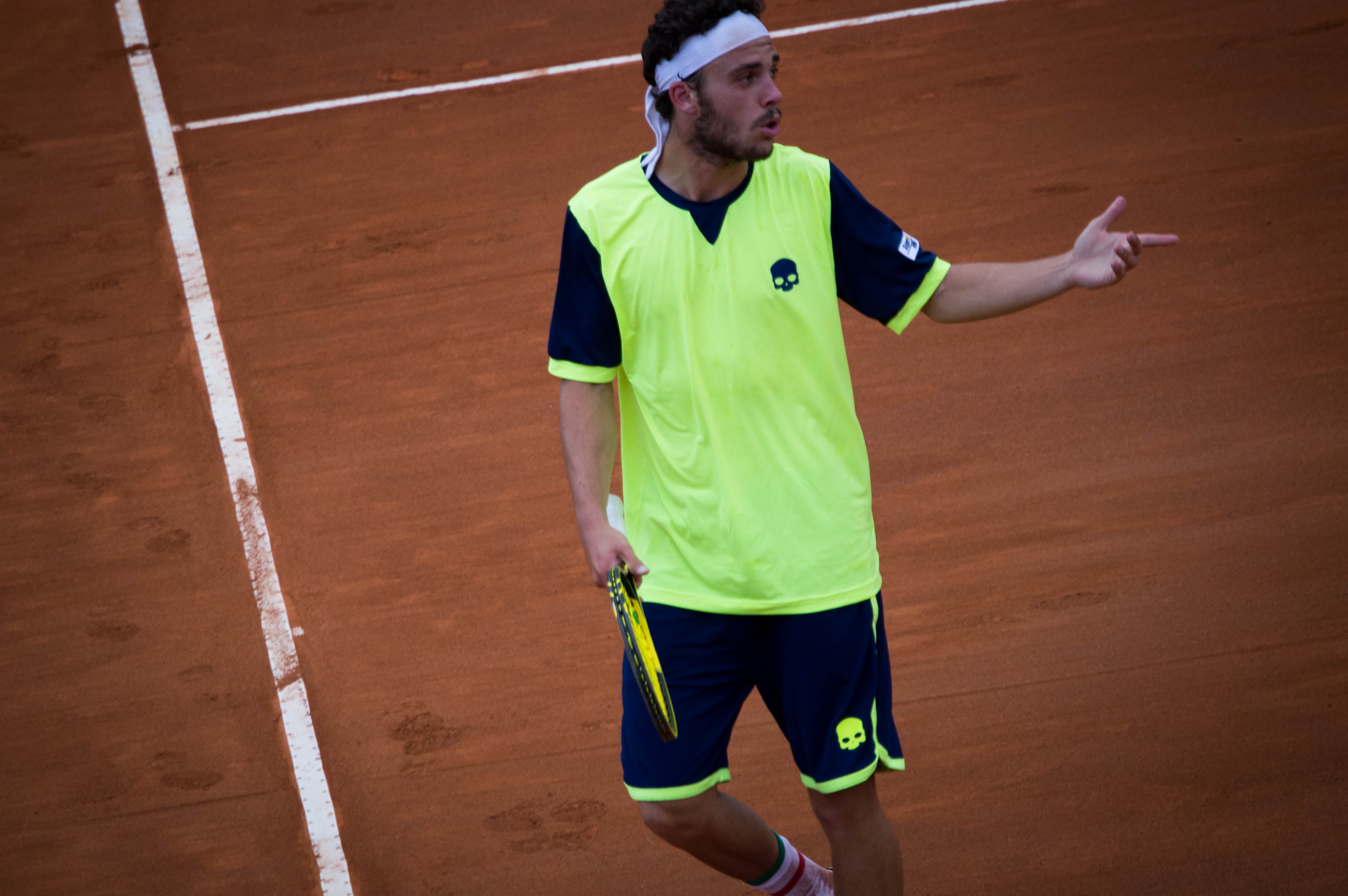
Cecchinato durante gli Internazionali di Roma del 2014

Comincia il 2014 venendo eliminato nelle qualificazioni all'ATP di Doha e agli Australian Open, alla sua prima esperienza in un torneo dello Slam. In marzo vince due tornei ITF consecutivi e raggiunge le semifinali nei Challenger di Vercelli e Roma. In maggio vince il torneo di pre-qualificazione agli Internazionali d'Italia e con una wild card debutta nel main draw di un torneo Masters 1000, dove viene eliminato al primo turno da Igor Sijsling. Per la prima volta tenta le qualificazioni al Roland Garros ed esce di scena al secondo turno.
In giugno perde la finale al Challenger di Mestre contro Pablo Cuevas. Dopo la semifinale raggiunta al successivo Challenger di Milano sale al 134º posto del ranking. Nel torneo ATP di Stoccarda supera le qualificazioni e perde al primo turno contro Guillermo García López, mentre non supera le qualificazioni ad Amburgo. A Umago supera il tabellone cadetto e nel primo turno del main draw viene sconfitto da Andreas Seppi. Eliminato nelle qualificazioni agli US Open, a fine stagione vince a Biella il primo titolo Challenger in doppio, in coppia con Matteo Viola sconfigge in finale Frank Moser / Alexander Satschko; nel torneo di singolare perde in semifinale contro Filippo Volandri. Chiude il 2014 alla posizione nº 159 del ranking.

### 2015: secondo titolo Challenger e top 100
Eliminato nelle qualificazioni a Doha, agli Australian Open e a San Paolo, entra nel tabellone principale e viene eliminato al primo turno a Rio de Janeiro e Buenos Aires. Al suo esordio nelle qualificazioni dei Masters 1000 primaverili negli Stati Uniti viene subito eliminato sia a Indian Wells che a Miami. Dopo le semifinali raggiunte nei Challenger di Napoli e Vercelli, il 3 maggio 2015 si aggiudica il Challenger di Torino battendo in finale in due set Kimmer Coppejans. Esce nelle qualificazioni agli Internazionali d'Italia e al Roland Garros. Nei due mesi successivi raggiunge 5 semifinali Challenger e a luglio fa il suo ingresso nella top 100. Non supera le qualificazioni ad Amburgo e nel Masters 1000 di Cincinnati. Fa il suo esordio assoluto in un torneo del Grande Slam agli US Open e viene sconfitto da Mardy Fish. Il mese successivo perde la finale al Genoa Open Challenger contro Nicolás Almagro e a ottobre porta il best ranking all'82ª posizione. Si qualifica per le ATP Challenger Tour Finals di San Paolo e viene eliminato nel round-robin con le sconfitte contro Guilherme Clezar e Radu Albot.

### 2016: terzo titolo Challenger
L'ascesa nel ranking gli garantisce l'accesso diretto al tabellone principale di alcuni tornei ATP ed esce al primo turno a Doha, agli Australian Open, a Rio de Janeiro e a Buenos Aires. A marzo fa il suo esordio nella squadra italiana di Coppa Davis in occasione della vittoriosa sfida di Gruppo Mondiale contro la Svizzera, viene schierato a risultato acquisito e supera Adrien Bossel per 6–3, 7–5. A Bucarest vince il primo incontro in un torneo ATP sconfiggendo 6-2, 6–4 al primo turno Marcos Baghdatis. Supera poi Damir Džumhur e nei quarti viene eliminato da Federico Delbonis. Esce al primo turno nei Masters 1000 di Monte Carlo e Roma, nei quali era entrato in tabellone con una wild card, e al Roland Garros.
A giugno conquista a Milano il suo terzo Challenger in singolare superando in finale Laslo Đere con un duplice 6–2. In luglio viene squalificato per 18 mesi dal Tribunale Federale della FIT e condannato a un'ammenda di 40.000 euro per aver perso volontariamente contro il n° 338 ATP Kamil Majchrzak l'8 ottobre 2015 al Challenger di Mohammedia. Fa ricorso contro la squalifica e prosegue l'attività perdendo la finale al Challenger di Como e viene eliminato nelle qualificazioni all'ATP di Stoccolma. Il 29 ottobre la sentenza d'appello riduce la squalifica a 12 mesi e la sanzione pecuniaria a 20.000 euro. In dicembre viene estinto il procedimento disciplinare a suo carico per il ritardo con cui CONI e FIT avevano presentato la richiesta di squalifica. A fine stagione sceglie come nuova guida tecnica Simone Vagnozzi.

### 2017: un titolo Challenger in singolare e due in doppio
Sconfitto nelle qualificazioni ai primi tornei ATP stagionali, le supera a Rio de Janeiro ed esce di scena al primo turno. Perde all'esordio anche a San Paolo e a marzo conquista il Futures Italy F5, mentre al Challenger di Barletta vince il doppio in coppia con Matteo Donati. A maggio perde la finale del Challenger di Ostrava contro Stefano Travaglia e vince il Challenger di Roma superando in finale Jozef Kovalík. Eliminato al turno decisivo delle qualificazioni del Roland Garros, perde la finale nel Challenger di Todi e dopo oltre un anno torna nella top 100 del ranking. La nuova classifica gli garantisce per la prima volta l'accesso al tabellone principale di Wimbledon, e raccoglie solo 4 giochi al primo turno contro Kei Nishikori.
Battendo Gilles Simon raggiunge il secondo turno del 250 di Umago e viene sconfitto da Ivan Dodig. Esce quindi al primo turno ad Amburgo e nelle qualificazioni agli US Open. Perde nuovamente la finale al Challenger di Como, stavolta contro Pedro Sousa, e subito dopo conquista il titolo di doppio al Sibiu Open in coppia con Matteo Donati, superando in finale Sander Gillé / Joran Vliegen. Chiude l'anno al 109º posto mondiale.

### 2018: due titoli ATP, semifinale al Roland Garros e top 20
Il primo risultato di rilievo del 2018 è il titolo vinto a marzo al Santiago Challenger battendo in finale Gomez-Herrera, e raggiunge poi le semifinale a Marbella e ad Alicante. Supera le qualificazioni a Monte Carlo, vince il suo primo incontro nel tabellone principale di un Masters 1000 superando Damir Džumhur e viene poi sconfitto da Milos Raonic. Il 29 aprile vince il primo torneo del circuito maggiore a Budapest, ripescato come lucky loser, elimina nell'ordine Mirza Bašić, Damir Dzumhur, Jan-Lennard Struff e in semifinale Andreas Seppi, in finale batte 7–5 6–4 John Millman e sale al 59º posto della classifica mondiale. Allunga la striscia positiva a Monaco, dove al debutto supera Fabio Fognini, primo top 20 battuto in carriera, e al secondo turno perde contro Márton Fucsovics. Agli Internazionali d'Italia gioca con una wild card e batte Pablo Cuevas prima di cedere al secondo turno in tre set al nº 10 ATP David Goffin.
Al turno d'esordio del Roland Garros vince il suo primo incontro in uno Slam battendo 10–8 al quinto set Marius Copil, elimina quindi Marco Trungelliti e la testa di serie nº 10 Pablo Carreño Busta con lo score di 2–6, 7–6, 6–3, 6–1. Negli ottavi si impone per 7–5, 4–6, 6–0, 6–3 sul nº 9 del mondo David Goffin, primo top 10 sconfitto in carriera. Nel quarti batte 6–3, 7–6, 1–6, 7–6 Novak Đoković, ex nº 1 del mondo e campione a Parigi nel 2016, diventando il terzo italiano a raggiungere la semifinale di un Major nell'era Open. In semifinale si arrende in tre set a Dominic Thiem ma le imprese di Parigi gli valgono la 27ª posizione nella classifica mondiale.
Fa il suo debutto sull'erba a Eastbourne e battendo Denis Istomin ottiene la prima vittoria sull'erba nel circuito ATP. Nei quarti sconfigge John Millman per poi cedere in semifinale a Lukáš Lacko. A Wimbledon è testa di serie nº 29 e viene eliminato al primo turno da Alex de Minaur. Il 22 luglio vince a Umago il secondo titolo ATP; supera a fatica Jiří Veselý e vince nettamente nei quarti contro Laslo Đere e in semifinale contro Trungelliti, e in finale ha la meglio su Guido Pella per 6–2, 7–6. Nel ranking mondiale sale alla posizione nº 22. La settimana successiva esce al primo turno ad Amburgo.
Eliminato al primo turno nei tornei americani sul cemento, tra cui gli US Open, al torneo di San Pietroburgo vince il primo incontro ATP sul cemento battendo Lukáš Lacko e cede nei quarti a Roberto Bautista Agut. A Pechino batte Marcos Baghdatis e negli ottavi Márton Fucsovics gli concede soltanto sei giochi. A Shanghai vince i suoi primi incontri sul duro in un Masters 1000 superando in rimonta Gilles Simon, dopo aver salvato un match-point, e Chung Hyeon. Al terzo turno ritrova Đoković, futuro vincitore del torneo, che si impone col punteggio di 6–4, 6–0. Il 15 ottobre fissa il suo best ranking alla 19ª posizione. Esce al primo turno negli ultimi tornei stagionali di Mosca, dove è per la prima volta testa di serie nº 1 in un torneo ATP, Basilea e al Masters 1000 di Parigi Bercy.

### 2019: terzo titolo ATP, 16º in classifica e discesa
Nel torneo di Doha raggiunge la sua prima semifinale ATP sul cemento: al turno d'esordio batte Serhij Stachovs'kyj, dopo il forfait di Guido Pella supera nei quarti Dušan Lajović e perde contro Tomáš Berdych. Il 7 gennaio raggiunge la posizione nº 18 nel ranking ATP. Eliminato al primo turno a Auckland, entra per la prima volta nel tabellone principale degli Australian Open, dove spreca due set di vantaggio e un match-point e perde al primo turno contro Filip Krajinović. Eliminato al primo turno anche a Córdoba, a Buenos Aires sconfigge nell'ordine Cristian Garín, Roberto Carballés Baena e in semifinale Guido Pella. Vince la finale battendo Diego Schwartzman per 6–1, 6–2, conquistando il terzo titolo ATP su altrettante finali disputate e issandosi al 17º posto del ranking mondiale. Nonostante la sconfitta al primo turno al successivo 500 di Rio de Janeiro, il 25 febbraio sale alla 16ª posizione della classifica ATP e diventa il nº 1 italiano superando Fabio Fognini, che era in testa dal 3 aprile del 2017. Esce di scena al primo incontro disputato anche nei Masters 1000 di Indian Wells e Miami.
Al Masters 1000 di Monte Carlo accede al secondo turno per il ritiro di Damir Džumhur nel primo set. Al secondo ha la meglio su Stan Wawrinka, imponendosi in rimonta dopo aver perso i primi 8 giochi dell'incontro e viene poi eliminato da Guido Pella. Viene così scavalcato nel ranking da Fabio Fognini, vincitore nel Principato. Un attacco influenzale gli impedisce di difendere il titolo e i punti conquistati l'anno precedente al torneo di Budapest. A Monaco elimina Martin Kližan e nei quarti Márton Fucsovics, contro il quale salva un match point.. Perde quindi in due set da Christian Garín, futuro vincitore del torneo. Al Masters 1000 di Madrid viene sconfitto al primo turno mentre agli Internazionali d'Italia supera in rimonta Alex de Minaur ed esce di scena al secondo turno per mano di Philipp Kohlschreiber.
Al Roland Garros perde tutti i punti ATP conquistati l'anno precedente uscendo di scena al primo turno contro Nicolas Mahut, nonostante due set di vantaggio. Nella classifica ATP scende alla 39ª posizione e dopo due anni e mezzo chiude la collaborazione con Simone Vagnozzi; il 15 giugno annuncia che Uros Vico sarà il suo nuovo coach almeno fino al termine della stagione. Subisce quindi altre 8 sconfitte al primo turno, tra cui quelle di Wimbledon e di Umago, dove era campione uscente. Dopo 10 sconfitte consecutive, torna a disputare un secondo turno a Winston Salem grazie al ritiro di Aleksandr Bublik e viene quindi sconfitto da John Millman. Agli US Open viene battuto al primo turno da Henri Laaksonen al tie-break del quinto set. Torna a gareggiare nel circuito Challenger ed esce al primo turno a Genova. A Stettino torna a vincere tre match consecutivi dopo sette mesi e in semifinale viene sconfitto da Jozef Kovalík. Eliminato al primo turno nei tornei ATP della trasferta asiatica, chiude la stagione al 71º posto della classifica mondiale, con un calo di 51 posti rispetto alla conclusione dell'anno precedente.

### 2020: una finale ATP
Nel torneo di Doha viene sconfitto al primo turno e la settimana successiva, dopo tre tie-break coglie la prima vittoria stagionale contro Leonardo Mayer a Auckland prima di cedere a Ugo Humbert. Agli Australian Open viene eliminato al primo turno da Alexander Zverev. Dopo la finale persa al Challenger di Punta del Este contro Thiago Monteiro, esce al primo turno nei tornei ATP di Cordoba e di Buenos Aires, nel quale si presentava da detentore del titolo, uscendo così dalla top 100 dopo 23 mesi di permanenza. Il 20 marzo annuncia che Massimo Sartori sarà il nuovo coach in sostituzione di Uros Vico.
Dopo la lunga pausa del tennis mondiale per la pandemia di COVID-19, torna nel circuito in agosto al Challeger di Todi e viene eliminato al terzo turno, mentre ai successivi US Open perde al primo turno. Agli Internazionali d'Italia supera le qualificazioni, batte quindi Kyle Edmund e al secondo turno viene sconfitto da Filip Krajinović. Anche al Roland Garros supera le qualificazioni, al primo turno del main draw sconfigge Alex de Minaur, al secondo Juan Ignacio Londero e perde in tre set contro Alexander Zverev. Batte due top 100 nei primi turni degli Internazionali di Tennis Emilia Romagna e viene poi sconfitto da Federico Delbonis nei quarti di finale. Al Sardegna Open raggiunge la finale grazie ai successi su Gianluca Mager (al quale annulla un match-point), Tommy Paul, Albert Ramos Viñolas e Danilo Petrović. Patisce la prima sconfitta in una finale ATP contro Laslo Đere e il giorno successivo risale alla 77ª posizione del ranking, tornando nella top 100 dopo oltre otto mesi.

### 2021: una finale ATP
Nei primi 13 tornei in cui è impegnato nel 2021, compresi gli Australian Open, non va mai oltre il secondo turno nei tabelloni principali e viene eliminato nelle qualificazioni agli Internazionali d'Italia. In maggio raggiunge la finale all'ATP di Parma sconfiggendo nell'ordine Raul Brancaccio, Aljaž Bedene, Norbert Gombos e in semifinale Jaume Munar; nell'atto conclusivo si arrende a Sebastian Korda col punteggio di 6–2, 6–4. Al Roland Garros giunge per la terza volta in carriera ai sedicesimi di finale, grazie ai successi ottenuti contro Yasutaka Uchiyama e Alex de Minaur, e perde contro Lorenzo Musetti in cinque set. Eliminato al primo turno a Wimbledon, anche nei successivi tornei del circuito maggiore non supera il secondo turno. Ad agosto perde in semifinale contro Holger Rune al Challenger di San Marino e al turno di esordio degli US Open viene eliminato a sorpresa dal nº 716 del ranking Zachary Svajda. In ottobre vanno in scadenza i punti guadagnati con la finale al Sardegna Open dell'anno precedente ed esce dalla top 100. Vi rientra raggiungendo la finale al Challenger Lošinj Open, e si ritira prima di disputarla.

### 2022: due titoli Challenger
Reduce da sette settimane di convalescenza per un infortunio al gomito, il suo 2022 inizia con l'eliminazione al primo turno agli Australian Open. Perde tutti gli altri incontri giocati in singolare a inizio stagione e ad aprile esce nuovamente dalla top 100. Quello stesso mese arriva il primo successo del 2022 al primo turno nel torneo di doppio dell'ATP 250 di Marrakech in coppia con Lorenzo Musetti. Dopo 11 sconfitte consecutive vince il primo incontro stagionale al primo turno delle pre-qualificazioni agli Internazionali d'Italia e perde quelli successivi. Supera invece le qualificazioni all'ATP 250 di Ginevra, vince quindi il primo incontro dopo 9 mesi in un main draw ATP battendo Dominic Thiem, reduce da una lunga convalescenza, e al secondo turno viene eliminato da Kamil Majchrzak. Vince un altro incontro al Roland Garros dopo essere stato in svantaggio di 2 set a 0 contro Pablo Andujar e viene eliminato al secondo turno da Hubert Hurkacz; perde quindi buona parte dei punti guadagnati l'anno precedente con la finale all'ATP di Parma e il terzo turno nello Slam parigino e scende alla 206ª posizione del ranking, la peggiore dall'agosto 2013.
Tornato nella top 150 con alcuni discreti risultati nel circuito Challenger, negli ottavi di finale all'ATP di Umago elimina il nº 31 ATP Lorenzo Musetti, reduce dal trionfo all'ATP 500 di Amburgo, e nei quarti raccoglie solo tre giochi contro Franco Agamenone. Non prende parte alla trasferta americana dei tornei ATP sul cemento, gioca nei Challenger su terra battuta e raggiunge la semifinale al San Marino Open. A ottobre torna a vincere un titolo al Challenger di Lisbona battendo in finale Luca Van Assche; l'ultimo trionfo era stato nel torneo ATP di Buenos Aires nel febbraio 2019. Si ripete due settimane dopo aggiudicandosi l'ATP Challenger do Rio de Janeiro con la vittoria in rimonta in finale contro Yannick Hanfmann, successi con cui rientra per una settimana nella top 100.

### 2023: una semifinale ATP
All'esordio stagionale supera Nikoloz Basilašvili all'ATP di Pune e viene eliminato al secondo turno, a fine torneo rientra nella top 100. Raggiunge il secondo turno anche a febbraio nei tornei ATP di Córdoba e Santiago. All'Estoril Open torna a giocare una semifinale ATP con i successi su Schwartzman, Fognini e nei quarti su Davidovich Fokina, e raccoglie solo 4 giochi contro Miomir Kecmanović. Continua a risalire nel ranking con il secondo turno al Madrid Open e raggiungendo per la prima volta il terzo agli Internazionali d'Italia, dove concede 4 giochi a Roberto Bautista Agut e cede in 3 set a Yannick Hanfmann. Dopo il successo al primo turno del Geneva Open contro il nº 35 ATP Ben Shelton ha inizio una serie di sconfitte, tra cui quelle al primo turno al Roland Garros e a Wimbledon: registra l'unica vittoria della seconda metà del 2023 al primo turno dell'ATP 250 di Umago, ai danni del russo Aleksandr Ševčenko. La sconfitta agli US Open 2023 è la 16ª consecutiva al primo turno nei tornei dello Slam diversi dal Roland Garros. A inizio settembre annuncia la separazione dal coach Sartori. Dopo la sconfitta di primo turno al Challenger 125 di Stettino, chiude la stagione a settembre e inizia a prepararsi per il 2024.

### 2024-2025: discesa in classifica, ritorno a Sartori e un titolo Challenger
Dopo una buona preparazione effettuata a fine 2023 con un nuovo team, a gennaio raggiunge la semifinale all'ATP Challenger 75 di Punta del Este. Questo risultato si rivela isolato, e alla luce di una serie di prestazioni negative e di un conseguente crollo nel ranking, ad aprile torna ad allenarsi sotto la guida di Massimo Sartori. I quarti di finale raggiunti in un Challenger bosniaco non sono sufficienti a evitargli l'uscita dalla top 400 a maggio. Vi fa rientro il mese successivo arrivando nei quarti al Challenger 125 di Sassuolo. Nei seguenti tornei Challenger non supera mai il secondo turno, ad agosto si infortuna a un gomito e chiude di nuovo con largo anticipo la stagione.
Riparte a gennaio 2025 con risultati negativi nei tornei Challenger sudamericani ed esce di nuovo dalla top 400. Tra febbraio e marzo disputa due edizioni consecutive del Rwanda Challenger, torna in top 400 con la semifinale raggiunta nella prima e si spinge fino ai quarti nella seconda. Dopo sette sconfitte al primo match delle qualificazioni, le supera al Challenger di Vicenza ed esce al secondo turno. A fine giugno torna a vincere un torneo dopo due anni e otto mesi al Milano ATP Challenger con il successo in finale in due set su Dino Prižmić, che gli vale il ritorno alla 300ª posizione del ranking.

## Caratteristiche tecniche
Cecchinato ha sempre avuto il dritto come punto di forza, anche se nel corso della carriera ha ampiamente migliorato nel rovescio, che gioca a una mano e che gli consente di sorprendere l'avversario soprattutto in lungolinea; in particolare, preferisce effettuare il rovescio in top spin sulla terra rossa mentre sull'erba preferisce eseguire lo slice. Tra i suoi punti deboli vi è la risposta al servizio.
Dopo la squalifica del 2016 ha fatto progressi sotto il profilo della personalità e della consapevolezza grazie anche al nuovo allenatore Simone Vagnozzi, che gli ha trasmesso la volontà di imporre i propri punti di forza e lo ha spronato ad allenarsi più a lungo. I giocatori a cui si ispira sono Marat Safin per il modo di stare in campo e per come vinceva, e Andreas Seppi per la professionalità e la dedizione al tennis.
Giunto a livelli di eccellenza nel 2018, tra i segreti della sua esplosione non vi sono solo i miglioramenti dal punto di vista tecnico ma anche il gran lavoro sotto il profilo psicologico grazie al quale è maturato come uomo e atleta, acquisendo grande forza mentale e grande personalità. Questi progressi gli hanno consentito di affrontare con coraggio i momenti più importanti degli incontri contro i migliori del mondo senza timore reverenziale e prendendo spesso l'iniziativa, caratteristiche abbastanza rare tra i tennisti italiani delle ultime generazioni. Questa confidenza acquisita lo ha inoltre portato a variare spesso il gioco nel corso dei match eseguendo ottime palle corte o scendendo con successo a rete con improvvisi attacchi.
Gli scarsi risultati ottenuti nella seconda parte del 2018 sul cemento iniziano a incrinare la tenuta mentale del tennista siciliano, che da quel momento tende a disunirsi quando le partite si complicano. Nello stesso periodo perde di efficacia il suo servizio, una delle armi più importanti di cui dispone. Dopo un buon inizio della stagione 2019, la parabola discendente inizia in primavera con una serie quasi ininterrotta di sconfitte e culmina con l'eliminazione al primo turno al Roland Garros, che ha come conseguenze il tracollo nel ranking e la separazione da Vagnozzi. I risultati non arrivano neanche con il nuovo coach Uros Vico, secondo il quale Cecchinato deve ritrovare la fiducia in sé stesso che ha perso. Secondo Corrado Barazzutti, ex capitano di Coppa Davis, Cecchinato ha raggiunto il successo all'improvviso senza una crescita graduale e non ha retto il peso della responsabilità. Nella primavera del 2020 si affida a Massimo Sartori, l'allenatore di Andreas Seppi; il nuovo coach ritiene che il suo blocco mentale dipenda anche dal senso di appagamento per i successi del 2018 e il conseguente calo di intensità negli allenamenti.

## Statistiche

### Singolare

#### Vittorie (3)
| Legenda              |
| Grande Slam (0)      |
| ATP Finals (0)       |
| ATP Masters 1000 (0) |
| ATP Tour 500 (0)     |
| ATP Tour 250 (3)     |

| N. | Data             | Torneo                       | Superficie  | Avversario in finale | Punteggio   |
| 1. | 29 aprile 2018   | Hungarian Open, Budapest     | Terra rossa | John Millman         | 7–5, 6–4    |
| 2. | 22 luglio 2018   | Croatia Open Umag, Umago     | Terra rossa | Guido Pella          | 6–2, 7–6(4) |
| 3. | 17 febbraio 2019 | Argentina Open, Buenos Aires | Terra rossa | Diego Schwartzman    | 6–1, 6–2    |

#### Finali perse (2)
| Legenda              |
| Grande Slam (0)      |
| ATP Finals (0)       |
| ATP Masters 1000 (0) |
| ATP Tour 500 (0)     |
| ATP Tour 250 (2)     |

| N. | Data            | Torneo                                  | Superficie  | Avversario in finale | Punteggio   |
| 1. | 18 ottobre 2020 | Sardegna Open, Santa Margherita di Pula | Terra rossa | Laslo Đere           | 6(3)–7, 5–7 |
| 2. | 29 maggio 2021  | Emilia Romagna Open, Parma              | Terra rossa | Sebastian Korda      | 2–6, 4–6    |

### Tornei minori

#### Singolare

##### Vittorie (14)
| Legenda tornei minori |
| Challenger (8)        |
| Futures (6)           |

| N.  | Data            | Torneo                                           | Superficie  | Avversario in finale    | Punteggio     |
| 1.  | 18 marzo 2012   | Croatia F3, Umago                                | Terra rossa | Andrej Martin           | 6–3, 6–4      |
| 2.  | 10 marzo 2013   | Croatia F3, Umago                                | Terra rossa | Attila Balázs           | 6–4, 6–2      |
| 3.  | 21 luglio 2013  | Italy F17, Modena                                | Terra rossa | Dominic Thiem           | 6–3, 6–4      |
| 4.  | 11 agosto 2013  | San Marino Open, San Marino                      | Terra rossa | Filippo Volandri        | 6–3, 6–4      |
| 5.  | 23 marzo 2014   | Italy F6, Pula                                   | Terra rossa | Dennis Novak            | 6–4, 6–2      |
| 6.  | 30 marzo 2014   | Italy F7, Pula                                   | Terra rossa | Roberto Carballés Baena | 6–4, 6–1      |
| 7.  | 27 aprile 2015  | ATP Challenger Torino, Torino                    | Terra rossa | Kimmer Coppejans        | 6–2, 6–3      |
| 8.  | 26 giugno 2016  | Aspria Tennis Cup, Milano                        | Terra rossa | Laslo Đere              | 6–2, 6–2      |
| 9.  | 25 marzo 2017   | Italy F5, Pula                                   | Terra rossa | Andrea Basso            | 6–4, 6–1      |
| 10. | 13 maggio 2017  | Roma Garden Open, Roma                           | Terra rossa | Jozef Kovalík           | 6–4, 6–4      |
| 11. | 10 marzo 2018   | Santiago Challenger, Santiago del Cile           | Terra rossa | Carlos Gómez Herrera    | 1–6, 6–1, 6–1 |
| 12. | 2 ottobre 2022  | Lisboa Belém Open, Lisbona                       | Terra rossa | Luca Van Assche         | 6–3, 6–3      |
| 13. | 16 ottobre 2022 | ATP Challenger do Rio de Janeiro, Rio de Janeiro | Terra rossa | Yannick Hanfmann        | 4–6, 6–4, 6–3 |
| 14. | 28 giugno 2025  | Milano ATP Challenger, Milano                    | Terra rossa | Dino Prižmić            | 6–2, 6–3      |

##### Finali perse (10)
| Legenda tornei minori |
| Challenger (9)        |
| Futures (1)           |

| N.  | Data              | Torneo                                     | Superficie  | Avversario in finale | Punteggio     |
| 1.  | 17 febbraio 2013  | Croatia F1, Zagabria                       | Cemento     | Damir Džumhur        | 2–6, 5–7      |
| 2.  | 29 settembre 2013 | Sibiu Open, Sibiu                          | Terra rossa | Jaroslav Pospíšil    | 6–4, 4–6, 1–6 |
| 3.  | 8 giugno 2014     | XII Venice Challenge Save Cup, Mestre      | Terra rossa | Pablo Cuevas         | 4–6, 6–4, 2–6 |
| 4.  | 13 settembre 2015 | Genoa Open Challenger, Genova              | Terra rossa | Nicolás Almagro      | 7–6, 1–6, 4–6 |
| 5.  | 4 settembre 2016  | Città di Como Challenger, Como             | Terra rossa | Kenny de Schepper    | 6–2, 6–7, 5–7 |
| 6.  | 7 maggio 2017     | Ostrava Open Challenger, Ostrava           | Terra rossa | Stefano Travaglia    | 2–6, 6–3, 4–6 |
| 7.  | 25 giugno 2017    | Internazionali di Tennis dell'Umbria, Todi | Terra rossa | Federico Delbonis    | 5–7, 1–6      |
| 8.  | 3 settembre 2017  | Città di Como Challenger, Como             | Terra rossa | Pedro Sousa          | 6–1, 2–6, 4–6 |
| 9.  | 2 febbraio 2020   | Punta del Este Challenger, Punta del Este  | Terra rossa | Thiago Monteiro      | 6–7, 7–6, 5–7 |
| 10. | 24 ottobre 2021   | Lošinj Open, Lussino                       | Terra rossa | Carlos Taberner      | walkover      |

#### Doppio

##### Vittorie (6)
| Legenda tornei minori |
| Challenger (3)        |
| Futures (3)           |

| N. | Data              | Torneo                    | Superficie  | Compagno        | Avversari in finale                    | Punteggio |
| 1. | 9 luglio 2011     | Italy F17, Sassuolo       | Terra rossa | Francesco Aldi  | Filippo Leonardi Jacopo Marchegiani    | 6–4, 6–3  |
| 2. | 6 agosto 2011     | Spain F27, Xativa         | Terra rossa | Francesco Aldi  | Enrique Lopez-Perez Ivan Arenas-Gualda | 6–4, 6–3  |
| 3. | 27 agosto 2011    | Serbia F8, Novi Sad       | Terra rossa | Matteo Civarolo | Marko Begovic Jeremy Tweedt            | 6–3, 6–1  |
| 4. | 13 settembre 2014 | Biella Challenger, Biella | Terra rossa | Matteo Viola    | Frank Moser Alexander Satschko         | 7–5, 6–0  |
| 5. | 15 aprile 2017    | Open Barletta, Barletta   | Terra rossa | Matteo Donati   | Marin Draganja Tomislav Draganja       | 6–3, 6–4  |
| 6. | 23 settembre 2017 | Sibiu Open, Sibiu         | Terra rossa | Matteo Donati   | Sander Gillé Joran Vliegen             | 6–3, 6–1  |

##### Finali perse (3)
| Legenda tornei minori |
| Challenger (1)        |
| Futures (2)           |

| N. | Data              | Torneo                                     | Superficie  | Compagno         | Avversari in finale             | Punteggio           |
| 1. | 9 aprile 2011     | Italy F4, Roma                             | Terra rossa | Francesco Aldi   | Leandro Migani Filip Prpic      | 3–6, 6–3, [6–10]    |
| 2. | 15 settembre 2012 | Internazionali di Tennis dell'Umbria, Todi | Terra rossa | Alessio Di Mauro | Martin Fischer Philipp Oswald   | 3–6, 2–6            |
| 3. | 20 luglio 2013    | Italy F17, Modena                          | Terra rossa | Matteo Fago      | Omar Giacalone Daniele Giorgini | 6–4, 6(5)–7, [7–10] |

## Risultati in progressione
| V | F | SF | QF | #T | RR | Q# | A | ND |

(V) Torneo vinto; raggiunto (F) finale, (SF) semifinale, (QF) quarti di finale, (#T) turni 4, 3, 2, 1; (RR) round - robin; (Q#) Turno di qualificazione; (A) assente dal torneo; (ND) torneo non disputato.

### Singolare
| Torneo                | 2012 | 2013 | 2014 | 2015 | 2016 | 2017 | 2018  | 2019  | 2020          | 2021          | 2022          | 2023  | 2024 | Titoli | V-S    |
| --------------------- | ---- | ---- | ---- | ---- | ---- | ---- | ----- | ----- | ------------- | ------------- | ------------- | ----- | ---- | ------ | ------ |
| Tornei Grande Slam    |      |      |      |      |      |      |       |       |               |               |               |       |      |        |        |
| Australian Open       | A    | A    | Q1   | Q2   | 1T   | Q1   | Q1    | 1T    | 1T            | 1T            | 1T            | Q1    | Q1   | 0 / 5  | 0–5    |
| Roland Garros         | A    | A    | Q2   | Q3   | 1T   | Q3   | SF    | 1T    | 3T            | 3T            | 2T            | 1T    | A    | 0 / 7  | 10–7   |
| Wimbledon             | A    | A    | A    | A    | A    | 1T   | 1T    | 1T    | ND            | 1T            | A             | 1T    | A    | 0 / 5  | 0–5    |
| US Open               | A    | A    | Q2   | 1T   | A    | Q1   | 1T    | 1T    | 1T            | 1T            | A             | 1T    | A    | 0 / 6  | 0–6    |
| Vittorie-Sconfitte    | 0–0  | 0–0  | 0–0  | 0–1  | 0–2  | 0–1  | 5–3   | 0–4   | 2–3           | 2–4           | 1–2           | 0–3   | 0–0  | 0 / 23 | 10–23  |
| Nazionale             |      |      |      |      |      |      |       |       |               |               |               |       |      |        |        |
| Coppa Davis           | A    | A    | A    | A    | QF   | A    | A     | A     | A             | A             | A             | A     | A    | 0 / 1  | 1–0    |
| ATP Tour Masters 1000 |      |      |      |      |      |      |       |       |               |               |               |       |      |        |        |
| Indian Wells          | A    | A    | A    | Q1   | A    | A    | A     | 2T    | ND            | A             | Q1            | A     | A    | 0 / 1  | 0–1    |
| Miami                 | A    | A    | A    | Q1   | A    | A    | A     | 3T    | ND            | A             | A             | A     | A    | 0 / 1  | 0–1    |
| Monte Carlo           | A    | A    | A    | A    | 1T   | A    | 2T    | 3T    | ND            | 2T            | Q1            | A     | A    | 0 / 4  | 4–4    |
| Madrid                | A    | A    | A    | A    | A    | A    | A     | 1T    | ND            | 1T            | A             | 2T    | A    | 0 / 3  | 1–3    |
| Roma                  | Q2   | Q2   | 1T   | Q1   | 1T   | A    | 2T    | 2T    | 2T            | Q2            | A             | 3T    | A    | 0 / 6  | 5–6    |
| Montréal/Toronto      | A    | A    | A    | A    | A    | A    | 1T    | 1T    | ND            | A             | A             | A     | A    | 0 / 2  | 0–2    |
| Cincinnati            | A    | A    | A    | Q1   | A    | A    | 1T    | 1T    | A             | A             | A             | A     | A    | 0 / 2  | 0–2    |
| Shanghai              | A    | A    | A    | A    | A    | A    | 3T    | 1T    | Non disputato | Non disputato | Non disputato | A     | A    | 0 / 1  | 2–2    |
| Parigi                | A    | A    | A    | A    | A    | A    | 1T    | A     | 1T            | A             | A             | A     | A    | 0 / 2  | 0–2    |
| Vittorie-Sconfitte    | 0–0  | 0–0  | 0–1  | 0–0  | 0–2  | 0–0  | 4–6   | 3–8   | 1–2           | 1–2           | 0–0           | 3–2   | 0–0  | 0 / 23 | 11–23  |
| Statistiche Carriera  |      |      |      |      |      |      |       |       |               |               |               |       |      |        |        |
| Titoli                | 0    | 0    | 0    | 0    | 0    | 0    | 2     | 1     | 0             | 0             | 0             | 0     | 0    | 3      | 3      |
| Finali                | 0    | 0    | 0    | 0    | 0    | 0    | 2     | 1     | 1             | 0             | 0             | 0     | 0    | 4      | 4      |
| Totale V-S            | 0–0  | 0–1  | 0–3  | 0–4  | 3–10 | 1–5  | 23–23 | 12–25 | 8–13          | 16–21         | 4–7           | 11–15 | 0–0  | 78–127 | 78–127 |
| Ranking fine anno     | 409  | 163  | 159  | 90   | 187  | 109  | 20    | 71    | 90            | 95            | 112           | 198   | 375  | 39,18% | 39,18% |

### Vittorie contro giocatori Top 10
| Anno     | 2016 | 2017 | 2018 | 2019 | 2020 | 2021 | 2022 | 2023 | Totale |
| -------- | ---- | ---- | ---- | ---- | ---- | ---- | ---- | ---- | ------ |
| Vittorie | 0    | 0    | 1    | 0    | 0    | 0    | 0    | 0    | 1      |

| #    | Giocatore    | Rank | Evento                  | Superficie  | Turno | Punteggio          |
| ---- | ------------ | ---- | ----------------------- | ----------- | ----- | ------------------ |
| 2018 |              |      |                         |             |       |                    |
| 1.   | David Goffin | 9    | Open di Francia, Parigi | Terra rossa | 4T    | 7–5, 4–6, 6–0, 6–3 |